# Outlaw (country)
Outlaw is een term uit de countrymuziek. Het verwijst naar de substijl outlaw-country, tot 1976 getypeerd als progressieve country, die vooral invloedrijk was van circa 1970 tot 1978. Outlaws verwijst ook naar de countryartiesten uit deze stijl, waarbij 'outlaw' (vogelvrij, buiten de wet) vooral verwijst naar het feit dat zij zich buiten het establishment in de countrymuziek plaatsten, vooral door de eigen keuze van producer en opnamestudio. De belangrijkste vertegenwoordigers uit de jaren zeventig waren Waylon Jennings, Willie Nelson, Jessi Colter, Tompall Glaser en Kris Kristofferson. Het middelpunt van het muziekgenre wordt gemarkeerd door het album Wanted! The outlaws (1976).

## Stijl
Voorafgaand kenmerkte de countrymuziek uit Nashville, ook wel Nashville-sound, zich jarenlang door invloeden uit de commerciële popmuziek. Aan het begin van de jaren zeventig was er een kentering waarbij oudgedienden met honky-tonk-wortels als Merle Haggard en George Jones de afslag namen naar een zachter muziekgeluid. Daarentegen kozen de outlaws een stevigere stijl die de rock en rock-'n-roll nadert. Die ruimte die de outlaws kregen werd mede geboden door platenlabels die vertegenwoordigers als Waylon Jennings en Willie Nelson de vrijheid boden om hun eigen studio en producer uit te kiezen. Een andere belangrijke vertegenwoordiger uit die jaren was Kris Kristofferson. In feite keerde de countrymuziek hiermee terug naar zijn basis.
Naast de gewijzigde muziekstijl hielden de outlaws er ook een kledingstijl, levenswijze en lange haardracht op na die op dat moment vooral geassocieerd werden met rockmuzikanten. Ook hoorde hier vaak drugsgebruik bij. Verder werd deze stijl gekenmerkt door het doen van experimenten, zoals het opnemen van muziek buiten Nashville, seksueel getinte songteksten en optredens in de open lucht. Ook deze ontwikkelingen liepen parallel aan die in de rockmuziek uit die tijd.

## Ontwikkeling
De term outlaws (vogelvrijen) werd waarschijnlijk in 1973 voor het eerst gebruikt door Hazel Smith, een publicist uit Nashville. Hij werd toen door een radiostation uit North Carolina gevraagd waartoe hij de muziek van Jennings, Nelson en Tompall Glaser zou indelen. Hij noemde niet alleen de term maar verwees ook naar Jennings album Ladies love outlaws (1972) dat hij er goed bij vond passen. De naam sloeg de eerste jaren echter nog niet aan. In 1974 publiceerde Jan Reid een boek over deze muziekstijl, getiteld The improbable rise of redneck rock, waarmee hij probeerde de muziekstijl een eigen naam te geven. Ook die naam bleef niet hangen. In feite werd tot 1976 naar het genre verwezen als progressieve country. De indeling beperkte zich hierbij vooral tot muziek die in het format van KOKE-FM paste, een radiostation in Austin, Texas.
In de naamgeving kwam in 1976 voorgoed verandering toen RCA Wanted! The outlaws uitbracht. Dit album is een samenwerking tussen Nelson, Glaser, Jennings en Jessi Colter. Het werd een groot succes en werd met de verkoop van meer dan een miljoen exemplaren het eerste countryalbum dat de status van platina verwierf.
In 1978 bracht Michael Bane een boek uit met de titel The outlaws: Revolution in country music waarin hij het profiel neerlegde van de musici uit dit genre. Dit jaar markeert ook het punt waarin deze muziekstijl over zijn hoogtepunt heen was. Nelson ging sindsdien verder met popklassiekers, Kristofferson beproefde zijn geluk in Hollywood  en de samenwerking tussen Jennings en Glaser kende een breuk, naar verluidt vanwege financiële onenigheid. Ondanks het korte leven dat de stijl beschoren was, heeft het een grote invloed gekend en het aantal countryliefhebbers vergroot, met name bij een jonger publiek.

## Latere jaren
Terwijl de outlaw zijn hoogtij kende tot en met 1978, werd de naam en soms ook de stijl later ook door andere countryartiesten opgepakt. Een laatbloeier in de jaren zeventig was Hank Williams jr. die zich in 1977 met de outlaws verbond. Andere latere, soms tijdelijke outlaws zijn: Hank Williams III, Shooter Jennings en Sturgill Simpson.